# Llista de topònims del Figueró i Montmany
Llista de topònims (noms propis de lloc) del municipi del Figueró i Montmany, al Vallès Oriental
Informació actualitzada per un bot. Els canvis manuals es perdran quan s'actualitzi!

## arbre singular
| imatge | Nom                                       | Ubicat a           | instància de   | Detalls                                                                                 | coordenades                                                                                 | Protecció | Commons (més fotos)  | Dades a WD                    |
| ------ | ----------------------------------------- | ------------------ | -------------- | --------------------------------------------------------------------------------------- | ------------------------------------------------------------------------------------------- | --------- | -------------------- | ----------------------------- |
|        | Castanyer de Can Gil                      | el Figaró-Montmany | arbre singular |                                                                                         | 41° 43′ 49″ N, 2° 18′ 10″ E / 41.73038°N,2.3029°E ca:Vall de Vallcàrquera                   |           |                      | Modifica les dades a Wikidata |
|        | Castanyer del sot del Bosc Negre          | el Figaró-Montmany | arbre singular |                                                                                         | 41° 43′ 24″ N, 2° 18′ 13″ E / 41.72329°N,2.30364°E ca:Vall de Vallcàrquera                  |           |                      | Modifica les dades a Wikidata |
|        | Gatell del Socau                          | el Figaró-Montmany | arbre singular |                                                                                         | 41° 43′ 26″ N, 2° 17′ 53″ E / 41.72402°N,2.29806°E ca:Vall de Vallcàrquera                  |           |                      | Modifica les dades a Wikidata |
|        | Salze blanc del Congost                   | el Figaró-Montmany | arbre singular |                                                                                         | 41° 42′ 54″ N, 2° 16′ 14″ E / 41.71502°N,2.27045°E ca:Nucli del Figaró. Gallicant           |           |                      | Modifica les dades a Wikidata |
|        | Sapina de la carena de la vinya d'en Roca | el Figaró-Montmany | arbre singular |                                                                                         | 41° 43′ 38″ N, 2° 18′ 11″ E / 41.72716°N,2.30296°E ca:Vallcàrquera                          |           |                      | Modifica les dades a Wikidata |
|        | alzina de can Valls                       | el Figaró-Montmany | arbre singular | Taxon: alzina (Quercus ilex) Estat: bon estat Ample: 9.5m Alt: 10m Perímetre: 7.5m      | 41° 43′ 07″ N, 2° 18′ 12″ E / 41.71872°N,2.30345°E ca:Sant Cristòfol de Monteugues 760 msnm |           | Alzina de can Valls  | Modifica les dades a Wikidata |
|        | castanyer del Ciment                      | el Figaró-Montmany | arbre singular | Taxon: castanyer (Castanea sativa) Estat: bon estat Ample: 12m Alt: 11m Perímetre: 3.9m | 41° 43′ 36″ N, 2° 16′ 55″ E / 41.72661°N,2.28192°E ca:Vall de Vallcàrquera 380 msnm         |           | Castanyer del Ciment | Modifica les dades a Wikidata |
|        | lledoner de Dosrius                       | el Figaró-Montmany | arbre singular |                                                                                         | 41° 43′ 31″ N, 2° 17′ 49″ E / 41.72528°N,2.29701°E ca:Vall de Vallcàrquera                  |           |                      | Modifica les dades a Wikidata |
|        | pi pinyer del Sot del Bac                 | el Figaró-Montmany | arbre singular |                                                                                         | 41° 43′ 39″ N, 2° 15′ 58″ E / 41.72756°N,2.26598°E ca:Sot del Bac. Montmany                 |           |                      | Modifica les dades a Wikidata |
|        | plàtan de ca l'Andreu                     | el Figaró-Montmany | arbre singular |                                                                                         | 41° 43′ 31″ N, 2° 16′ 26″ E / 41.72526°N,2.27402°E ca:Nucli del Figaró                      |           |                      | Modifica les dades a Wikidata |
|        | roure de Gallicant                        | el Figaró-Montmany | arbre singular |                                                                                         | 41° 43′ 01″ N, 2° 16′ 20″ E / 41.71698°N,2.2722°E ca:Nucli Figaró                           |           |                      | Modifica les dades a Wikidata |
|        | surera de can Grau                        | el Figaró-Montmany | arbre singular |                                                                                         | 41° 43′ 46″ N, 2° 18′ 07″ E / 41.72952°N,2.30196°E ca:Vall de Vallcàrquera                  |           |                      | Modifica les dades a Wikidata |
|        | Àlber de Montmany                         | el Figaró-Montmany | arbre singular |                                                                                         | 41° 42′ 47″ N, 2° 14′ 46″ E / 41.71302°N,2.24611°E ca:Montmany                              |           |                      | Modifica les dades a Wikidata |

## barraca de vinya
| imatge | Nom                             | Ubicat a           | instància de     | Detalls | coordenades                                                                       | Protecció | Commons (més fotos) | Dades a WD                    |
| ------ | ------------------------------- | ------------------ | ---------------- | ------- | --------------------------------------------------------------------------------- | --------- | ------------------- | ----------------------------- |
|        | barraca al camí de Pomareta     | el Figaró-Montmany | barraca de vinya |         | 41° 43′ 22″ N, 2° 16′ 41″ E / 41.7227°N,2.27805°E ca:Sant Cristòfol de Monteugues |           |                     | Modifica les dades a Wikidata |
|        | barraca al camí de les Planes   | el Figaró-Montmany | barraca de vinya |         | 41° 43′ 52″ N, 2° 17′ 15″ E / 41.73102°N,2.2874°E ca:Vall de Vallcàrquera         |           |                     | Modifica les dades a Wikidata |
|        | barraca de l'Ullà               | el Figaró-Montmany | barraca de vinya |         | 41° 42′ 56″ N, 2° 14′ 46″ E / 41.71563°N,2.24618°E ca:Sant Pau de Montmany        |           |                     | Modifica les dades a Wikidata |
|        | barraca del castell del Rubinat | el Figaró-Montmany | barraca de vinya |         | 41° 43′ 08″ N, 2° 16′ 19″ E / 41.7188°N,2.27188°E ca:Nucli del Figaró             |           |                     | Modifica les dades a Wikidata |

## bassa
| imatge | Nom                                        | Ubicat a           | instància de | Detalls          | coordenades                                                                      | Protecció | Commons (més fotos)          | Dades a WD                    |
| ------ | ------------------------------------------ | ------------------ | ------------ | ---------------- | -------------------------------------------------------------------------------- | --------- | ---------------------------- | ----------------------------- |
|        | Bassa del Molí de Dalt i Central Elèctrica | el Figaró-Montmany | bassa        |                  | 41° 43′ 28″ N, 2° 16′ 28″ E / 41.72453°N,2.27449°E ca:Nucli de Figaró            |           |                              | Modifica les dades a Wikidata |
|        | Bassa del molí de can Xicola               | el Figaró-Montmany | bassa        | Estat: bon estat | 41° 43′ 34″ N, 2° 17′ 12″ E / 41.72614°N,2.28661°E ca:Sota el molí de can Xicola |           | Bassa del molí de can Xicola | Modifica les dades a Wikidata |

## casa
| imatge | Nom                           | Ubicat a           | instància de | Detalls                                                                                      | coordenades                                                                                          | Protecció                                  | Commons (més fotos)                             | Dades a WD                    |
| ------ | ----------------------------- | ------------------ | ------------ | -------------------------------------------------------------------------------------------- | --- | ------------------------------------------ | ----------------------------------------------- | ----------------------------- |
|        | Ca l'Andreu                   | el Figaró-Montmany | casa         | Estat: bon estat                                                                             | 41° 43′ 28″ N, 2° 16′ 24″ E / 41.72431°N,2.2733°E ca:Nucli de Figaró                                 |                                            | Ca l'Andreu (Figaró-Montmany)                   | Modifica les dades a Wikidata |
|        | Cal Cisteller                 | el Figaró-Montmany | casa         |                                                                                              | 41° 43′ 39″ N, 2° 18′ 01″ E / 41.72753°N,2.30024°E ca:Vall de Vallcàrquera                           |                                            |                                                 | Modifica les dades a Wikidata |
|        | Can Delgado                   | el Figaró-Montmany | casa         | Estil: noucentisme                                                                           | 41° 43′ 15″ N, 2° 16′ 22″ E / 41.720887°N,2.27287°E ca:Nucli del Figaró                              | bé integrant del patrimoni cultural català | Can Delgado (Figaró)                            | Modifica les dades a Wikidata |
|        | Can Falguera                  | el Figaró-Montmany | casa         |                                                                                              | 41° 42′ 56″ N, 2° 15′ 07″ E / 41.71561°N,2.25196°E ca:Nucli de Figaró                                |                                            |                                                 | Modifica les dades a Wikidata |
|        | Can Figueres                  | el Figaró-Montmany | casa         |                                                                                              | 41° 43′ 25″ N, 2° 16′ 26″ E / 41.723679°N,2.27393°E                                                  |                                            | Can Figueres (el Figueró)                       | Modifica les dades a Wikidata |
|        | Can Gallart                   | el Figaró-Montmany | casa         | Arquitecte: Manuel Joaquim Raspall i Mayol Estil: noucentisme 1908                           | 41° 43′ 23″ N, 2° 16′ 26″ E / 41.7231°N,2.27387°E ca:C. Mossèn Cinto Verdaguer, 77, Figaró           | bé integrant del patrimoni cultural català | Can Gallart (Figaró-Montmany)                   | Modifica les dades a Wikidata |
|        | Can Gambús                    | el Figaró-Montmany | casa         |                                                                                              | 41° 43′ 28″ N, 2° 16′ 29″ E / 41.724369°N,2.274743°E                                                 |                                            | Can Gambús (el Figueró)                         | Modifica les dades a Wikidata |
|        | Can General Vell              | el Figaró-Montmany | casa         |                                                                                              | 41° 43′ 23″ N, 2° 16′ 55″ E / 41.72302°N,2.28185°E ca:Sant Cristòfol de Monteugues                   |                                            |                                                 | Modifica les dades a Wikidata |
|        | Can Mestre                    | el Figaró-Montmany | casa         | Estil: noucentisme 20th century                                                              | 41° 43′ 24″ N, 2° 16′ 26″ E / 41.723333333333°N,2.2738888888889°E ca:Nucli del Figaró                | bé integrant del patrimoni cultural català | Can Mestre (Figaró-Montmany)                    | Modifica les dades a Wikidata |
|        | Can Miquel o mas Miquel       | el Figaró-Montmany | casa         |                                                                                              | 41° 42′ 20″ N, 2° 14′ 59″ E / 41.70552°N,2.24966°E ca:Puiggraciós                                    |                                            |                                                 | Modifica les dades a Wikidata |
|        | Can Pere Mestre               | el Figaró-Montmany | casa         |                                                                                              | 41° 42′ 50″ N, 2° 14′ 33″ E / 41.71384°N,2.24261°E ca:Montmany                                       |                                            |                                                 | Modifica les dades a Wikidata |
|        | Can Pons camí de Pomareta     | el Figaró-Montmany | casa         |                                                                                              | 41° 43′ 24″ N, 2° 16′ 48″ E / 41.7233°N,2.28002°E ca:Sant Cristòfol de Monteugues                    |                                            |                                                 | Modifica les dades a Wikidata |
|        | Can Recasens                  | el Figaró-Montmany | casa         | Estil: arquitectura eclèctica 19th century                                                   | 41° 43′ 18″ N, 2° 16′ 23″ E / 41.721756°N,2.273051°E ca:Pl. Major i Ctra. de Ribes, 54, el Figaró    | bé integrant del patrimoni cultural català | Can Recasens (Figaró-Montmany)                  | Modifica les dades a Wikidata |
|        | Can Rifà                      | el Figaró-Montmany | casa         |                                                                                              | 41° 43′ 45″ N, 2° 18′ 04″ E / 41.72913°N,2.30115°E ca:Vall de Vallcàrquera                           |                                            |                                                 | Modifica les dades a Wikidata |
|        | Can Vallcorba                 | el Figaró-Montmany | casa         | Estat: bon estat                                                                             | 41° 43′ 19″ N, 2° 16′ 23″ E / 41.722°N,2.27319°E ca:Nucli del Figaró                                 |                                            | Can Vallcorba                                   | Modifica les dades a Wikidata |
|        | Can Ventureta                 | el Figaró-Montmany | casa         | Estil: noucentisme 1910s                                                                     | 41° 43′ 18″ N, 2° 16′ 24″ E / 41.721666666667°N,2.2733333333333°E ca:Carrer de Vallcàrquera, 2-4     | bé integrant del patrimoni cultural català | Can Ventureta                                   | Modifica les dades a Wikidata |
|        | Can Vidal                     | el Figaró-Montmany | casa         |                                                                                              | 41° 42′ 28″ N, 2° 15′ 39″ E / 41.70782°N,2.26089°E ca:Montmany. Puiggraciós                          |                                            |                                                 | Modifica les dades a Wikidata |
|        | Can Vileta                    | el Figaró-Montmany | casa         |                                                                                              | 41° 43′ 46″ N, 2° 18′ 05″ E / 41.72935°N,2.30145°E ca:Vall de Vallcàrquera                           |                                            |                                                 | Modifica les dades a Wikidata |
|        | Can Xicola del Figueró        | el Figaró-Montmany | casa         |                                                                                              | 41° 43′ 16″ N, 2° 16′ 22″ E / 41.721037°N,2.272898°E ca:Nucli del Figaró                             | bé integrant del patrimoni cultural català | Can Xicola de Figueró                           | Modifica les dades a Wikidata |
|        | Casa al Carme                 | el Figaró-Montmany | casa         | 20th century                                                                                 | 41° 43′ 05″ N, 2° 16′ 33″ E / 41.71815°N,2.27592°E ca:Nucli del Figaró                               |                                            |                                                 | Modifica les dades a Wikidata |
|        | Castell del Rubinat           | el Figaró-Montmany | casa         | Estil: historicisme arquitectònic                                                            | 41° 43′ 09″ N, 2° 16′ 20″ E / 41.7190826489704°N,2.2721185868329°E ca:Nucli del Figaró 314 msnm      |                                            | Castell del Rubinat                             | Modifica les dades a Wikidata |
|        | Sant Sebastià                 | el Figaró-Montmany | casa         | Estil: noucentisme 20th century Estat: bon estat                                             | 41° 43′ 31″ N, 2° 16′ 30″ E / 41.725238°N,2.275106°E ca:Nucli del Figaró                             |                                            | Sant Sebastià (el Figueró)                      | Modifica les dades a Wikidata |
|        | Torre del Rellotge            | el Figaró-Montmany | casa         | 20th century Estat: bon estat                                                                | 41° 43′ 13″ N, 2° 16′ 25″ E / 41.7202°N,2.27363°E ca:Nucli del Figaró 331 msnm                       |                                            | Torre del Rellotge (Figaró-Montmany)            | Modifica les dades a Wikidata |
|        | Vil·la Pepita i Vil·la Rosita | el Figaró-Montmany | casa         | Arquitecte: Manuel Joaquim Raspall i Mayol Estil: noucentisme modernisme català 20th century | 41° 43′ 14″ N, 2° 16′ 25″ E / 41.72055°N,2.2737°E ca:C. Narcís Vilarrasa, 2 - c. Font d'en Llanés, 9 | bé integrant del patrimoni cultural català | Vil·la Pepita i Vil·la Rosita                   | Modifica les dades a Wikidata |
|        | cases a la carretera de Ribes | el Figaró-Montmany | casa         | Estil: noucentisme 20th century                                                              | 41° 43′ 10″ N, 2° 16′ 24″ E / 41.719399°N,2.273445°E ca:Ctra. de Ribes N-152, el Figaró              | bé integrant del patrimoni cultural català | Cases a la carretera de Ribes (Figaró-Montmany) | Modifica les dades a Wikidata |

## collada
| imatge | Nom                    | Ubicat a                                                      | instància de | Detalls | coordenades                                                       | Protecció | Commons (més fotos)   | Dades a WD                    |
| ------ | ---------------------- | ------------------------------------------------------------- | ------------ | ------- | ----------------------------------------------------------------- | --------- | --------------------- | ----------------------------- |
|        | coll de la Pedra Dreta | el Figaró-Montmany Sant Martí de Centelles                    | collada      |         | 41° 43′ 53″ N, 2° 14′ 44″ E / 41.7314°N,2.24564°E 655.4 msnm      |           |                       | Modifica les dades a Wikidata |
|        | collet de can Tripeta  | Sant Quirze Safaja el Figaró-Montmany Bigues i Riells del Fai | collada      |         | 41° 42′ 21″ N, 2° 14′ 25″ E / 41.70577222°N,2.24024167°E 696 msnm |           | Collet de can Tripeta | Modifica les dades a Wikidata |

## cova
| imatge | Nom                  | Ubicat a           | instància de | Detalls          | coordenades                                                                                  | Protecció | Commons (més fotos) | Dades a WD                    |
| ------ | -------------------- | ------------------ | ------------ | ---------------- | -------------------------------------------------------------------------------------------- | --------- | ------------------- | ----------------------------- |
|        | Bauma al Sot del Bac | el Figaró-Montmany | cova         | Estat: bon estat | 41° 43′ 36″ N, 2° 15′ 32″ E / 41.72661°N,2.25898°E ca:Montmany. Sot del Bac                  |           | Balma del Bac       | Modifica les dades a Wikidata |
|        | cova del Carme       | el Figaró-Montmany | cova         |                  | 41° 42′ 59″ N, 2° 16′ 34″ E / 41.71633°N,2.27618°E ca:Sant Cristòfol de Monteugues. El Carme |           |                     | Modifica les dades a Wikidata |

## curs d'aigua
| imatge | Nom                         | Ubicat a                                                      | instància de                                               | Detalls                                                                      | coordenades                                                                                               | Protecció | Commons (més fotos)            | Dades a WD                    |
| ------ | --------------------------- | ------------------------------------------------------------- | ---------------------------------------------------------- | ---------------------------------------------------------------------------- | --- | --------- | ------------------------------ | ----------------------------- |
|        | Congost                     | província de Barcelona Osona Vallès Oriental                  | curs d'aigua àrea protegida Pla d'Espais d'Interès Natural | Travessa: Osona Vallès Oriental Desemboca: Besòs Llarg: 41km Conca: 358.4km² | 41° 32′ 47″ N, 2° 15′ 05″ E / 41.546525°N,2.251326°E 41° 50′ 34″ N, 2° 10′ 58″ E / 41.842662°N,2.182677°E |           | Congost River                  | Modifica les dades a Wikidata |
|        | riera de Vallcàrquera       | el Figaró-Montmany                                            | curs d'aigua                                               | Desemboca: Congost                                                           | 41° 43′ 33″ N, 2° 16′ 26″ E / 41.72573399467883°N,2.2739875316619877°E                                    |           | Riera de Vallcàrquera          | Modifica les dades a Wikidata |
|        | torrent de la Font del Boix | Sant Quirze Safaja Sant Martí de Centelles el Figaró-Montmany | curs d'aigua                                               | Desemboca: torrent del Bosc Negre Llarg: 1km                                 | 41° 43′ 45″ N, 2° 13′ 48″ E / 41.729081°N,2.230119°E 41° 43′ 35″ N, 2° 14′ 47″ E / 41.726473°N,2.246448°E |           |                                | Modifica les dades a Wikidata |
|        | torrent del Bosc Negre      | el Figaró-Montmany                                            | curs d'aigua                                               | Desemboca: torrent dels Fondos del Bac Llarg: 1km                            | 41° 43′ 35″ N, 2° 14′ 47″ E / 41.7265°N,2.24651°E                                                         |           | Torrent del Bosc Negre (Bertí) | Modifica les dades a Wikidata |

## edifici
| imatge | Nom                                 | Ubicat a           | instància de | Detalls                                  | coordenades                                                                                                | Protecció                                  | Commons (més fotos)    | Dades a WD                    |
| ------ | ----------------------------------- | ------------------ | ------------ | ---------------------------------------- | --- | ------------------------------------------ | ---------------------- | ----------------------------- |
|        | Antic Casino                        | el Figaró-Montmany | edifici      | 20th century                             | 41° 43′ 22″ N, 2° 16′ 22″ E / 41.72265°N,2.27287°E ca:Nucli del Figaró                                     |                                            |                        | Modifica les dades a Wikidata |
|        | Casanova del Perrot                 | el Figaró-Montmany | edifici      |                                          | 41° 43′ 21″ N, 2° 17′ 08″ E / 41.72243°N,2.28545°E ca:Sant Cristòfol de Monteugues                         |                                            |                        | Modifica les dades a Wikidata |
|        | Caseta Estació Tren                 | el Figaró-Montmany | edifici      |                                          | 41° 43′ 15″ N, 2° 16′ 17″ E / 41.72083°N,2.27139°E ca:Nucli del Figaró                                     |                                            |                        | Modifica les dades a Wikidata |
|        | Escales de l'Àngelus                | el Figaró-Montmany | edifici      | Estil: noucentisme art déco 20th century | 41° 43′ 22″ N, 2° 16′ 24″ E / 41.72278°N,2.27335°E ca:Ctra. de Ribes - c. Mossèn Jacint Verdaguer 317 msnm | bé integrant del patrimoni cultural català | Escales de l'Àngelus   | Modifica les dades a Wikidata |
|        | Estructura de can Matamoros         | el Figaró-Montmany | edifici      | 20th century                             | 41° 43′ 28″ N, 2° 17′ 36″ E / 41.72447°N,2.29321°E ca:Sant Pere de Vallcàrquera                            |                                            |                        | Modifica les dades a Wikidata |
|        | Hotel Congost                       | el Figaró-Montmany | edifici      | Estil: noucentisme 1921                  | 41° 43′ 17″ N, 2° 16′ 21″ E / 41.721381°N,2.272624°E ca:Nucli del Figaró                                   | bé integrant del patrimoni cultural català | Hotel Congost (Figaró) | Modifica les dades a Wikidata |
|        | Pahissa del Carme                   | el Figaró-Montmany | edifici      | 20th century                             | 41° 43′ 04″ N, 2° 16′ 33″ E / 41.71766°N,2.27583°E ca:Nucli del Figaró                                     |                                            |                        | Modifica les dades a Wikidata |
|        | Residència l'Àngelus                | el Figaró-Montmany | edifici      | 20th century Estat: bon estat            | 41° 43′ 23″ N, 2° 16′ 24″ E / 41.72294°N,2.27341°E ca:Figaró 326 msnm                                      |                                            | Residència l'Àngelus   | Modifica les dades a Wikidata |
|        | cobert al camí de la Cova del Carme | el Figaró-Montmany | edifici      | 20th century                             | 41° 43′ 05″ N, 2° 16′ 34″ E / 41.71793°N,2.27611°E ca:Sant Cristòfol de Monteugues. El Carme               |                                            |                        | Modifica les dades a Wikidata |
|        | el Prat de Dalt                     | el Figaró-Montmany | edifici      |                                          | 41° 43′ 24″ N, 2° 14′ 57″ E / 41.72322°N,2.2492°E ca:Montmany. Sot del Bac                                 |                                            |                        | Modifica les dades a Wikidata |
|        | el Socau                            | el Figaró-Montmany | edifici      |                                          | 41° 43′ 25″ N, 2° 18′ 00″ E / 41.72367°N,2.2999°E ca:Vall de Vallcàrquera                                  |                                            |                        | Modifica les dades a Wikidata |

## edifici residencial
| imatge | Nom               | Ubicat a           | instància de             | Detalls | coordenades | Protecció | Commons (més fotos) | Dades a WD                    |
| ------ | ----------------- | ------------------ | ------------------------ | ------- | --- | --------- | ------------------- | ----------------------------- |
|        | Cal Ferrer Vell   | el Figaró-Montmany | edifici residencial casa |         | 41° 43′ 16″ N, 2° 16′ 23″ E / 41.72122573852539°N,2.27313494682312°E 41° 43′ 16″ N, 2° 16′ 23″ E / 41.7211°N,2.27308°E ca:Major, 16 ca:Nucli del Figaró                       |           |                     | Modifica les dades a Wikidata |
|        | Cal Tit           | el Figaró-Montmany | edifici residencial casa |         | 41° 43′ 20″ N, 2° 16′ 24″ E / 41.72230911254883°N,2.273400068283081°E 41° 43′ 20″ N, 2° 16′ 24″ E / 41.72213°N,2.27337°E ca:Vic, 14 ca:Nucli del Figaró                       |           |                     | Modifica les dades a Wikidata |
|        | Can Pau Vilardebò | el Figaró-Montmany | edifici residencial casa |         | 41° 43′ 18″ N, 2° 16′ 24″ E / 41.72174072265625°N,2.2732560634613037°E 41° 43′ 18″ N, 2° 16′ 24″ E / 41.72173°N,2.27325°E ca:Plaça Major, 1 ca:Nucli del Figaró. Plaça Major. |           |                     | Modifica les dades a Wikidata |

## element arquitectònic
| imatge | Nom                           | Ubicat a           | instància de                           | Detalls | coordenades | Protecció | Commons (més fotos) | Dades a WD                    |
| ------ | ----------------------------- | ------------------ | -------------------------------------- | ------- | --- | --------- | ------------------- | ----------------------------- |
|        | Capelleta a Puiggraciós       | el Figaró-Montmany | element arquitectònic edifici religiós |         | 41° 42′ 21″ N, 2° 14′ 54″ E / 41.70596°N,2.24838°E 41° 42′ 21″ N, 2° 14′ 54″ E / 41.70594787597656°N,2.2483971118927°E ca:Puiggraciós ca:Al costat de la torre del telègraf de Puiggraciós |           |                     | Modifica les dades a Wikidata |
|        | Teuleria al camí de la Rovira | el Figaró-Montmany | element arquitectònic                  |         | 41° 42′ 33″ N, 2° 14′ 32″ E / 41.70917°N,2.24222°E ca:Montmany |           |                     | Modifica les dades a Wikidata |

## església
| imatge | Nom                                         | Ubicat a           | instància de                 | Detalls                                         | coordenades | Protecció                                  | Commons (més fotos)                         | Dades a WD                    |
| ------ | ------------------------------------------- | ------------------ | ---------------------------- | ----------------------------------------------- | --- | ------------------------------------------ | ------------------------------------------- | ----------------------------- |
|        | Antiga església de Sant Rafael i Santa Anna | el Figaró-Montmany | església edifici residencial |                                                 | 41° 43′ 20″ N, 2° 16′ 24″ E / 41.72209°N,2.27331°E 41° 43′ 20″ N, 2° 16′ 24″ E / 41.722171783447266°N,2.2734498977661133°E ca:Nucli de Figaró ca:Vic, 10 |                                            |                                             | Modifica les dades a Wikidata |
|        | Sant Cristòfol de Monteugues                | el Figaró-Montmany | església ermita              | Estil: arquitectura romànica 1021               | 41° 42′ 59″ N, 2° 18′ 00″ E / 41.716311111111°N,2.2999361111111°E                                                                                        |                                            | Sant Cristòfol de Monteugues                | Modifica les dades a Wikidata |
|        | Sant Pau de Montmany                        | el Figaró-Montmany | església                     | Estil: gòtic flamíger Llarg: 11.28m Ample: 5.1m | 41° 42′ 42″ N, 2° 14′ 41″ E / 41.7116°N,2.24476°E ca:Montmany                                                                                            | bé integrant del patrimoni cultural català | Sant Pau de Montmany                        | Modifica les dades a Wikidata |
|        | Sant Pere de Vallcàrquera                   | el Figaró-Montmany | església                     |                                                 | 41° 43′ 33″ N, 2° 17′ 20″ E / 41.7257°N,2.28883°E ca:Vall de Vallcàrquera                                                                                | bé cultural d'interès local                | Sant Pere de Vallcàrquera                   | Modifica les dades a Wikidata |
|        | Sant Rafael i Santa Anna de Figaró-Montmany | el Figaró-Montmany | església                     | Estil: arquitectura popular 1830s               | 41° 43′ 18″ N, 2° 16′ 26″ E / 41.7217592623257°N,2.27378353594691°E ca:Nucli del Figaró. Plaça de l'Església                                             | bé integrant del patrimoni cultural català | Sant Rafael i Santa Anna de Figaró-Montmany | Modifica les dades a Wikidata |
|        | Santuari de Puiggraciós                     | el Figaró-Montmany | església                     | Estil: barroc 18th century                      | 41° 42′ 20″ N, 2° 14′ 50″ E / 41.70569444°N,2.24722222°E ca:Puiggraciós 689.2 msnm                                                                       | bé integrant del patrimoni cultural català | Santuari de Puiggraciós                     | Modifica les dades a Wikidata |

## estructura arquitectònica
| imatge | Nom                               | Ubicat a           | instància de                                    | Detalls      | coordenades | Protecció | Commons (més fotos) | Dades a WD                    |
| ------ | --------------------------------- | ------------------ | ----------------------------------------------- | ------------ | --- | --------- | ------------------- | ----------------------------- |
|        | Estructures riera de Vallcàrquera | el Figaró-Montmany | estructura arquitectònica                       |              | 41° 43′ 36″ N, 2° 17′ 05″ E / 41.72676°N,2.28484°E ca:Riera de Vallcàrquera |           |                     | Modifica les dades a Wikidata |
|        | Portal de Can Gambús              | el Figaró-Montmany | estructura arquitectònica element arquitectònic | 20th century | 41° 43′ 23″ N, 2° 16′ 27″ E / 41.72311782836914°N,2.2741219997406006°E 41° 43′ 23″ N, 2° 16′ 27″ E / 41.723°N,2.27414°E ca:Jacint Verdaguer, en front del núm. 77 ca:Nucli del Figaró |           |                     | Modifica les dades a Wikidata |

## font
| imatge | Nom                          | Ubicat a           | instància de | Detalls                       | coordenades                                                                | Protecció | Commons (més fotos)          | Dades a WD                    |
| ------ | ---------------------------- | ------------------ | ------------ | ----------------------------- | -------------------------------------------------------------------------- | --------- | ---------------------------- | ----------------------------- |
|        | font d'en Llanes             | el Figaró-Montmany | font         | 20th century                  | 41° 43′ 09″ N, 2° 16′ 37″ E / 41.71916°N,2.27681°E ca:Nucli del Figaró     |           |                              | Modifica les dades a Wikidata |
|        | font de Puiggraciós          | el Figaró-Montmany | font         | 20th century                  | 41° 42′ 22″ N, 2° 14′ 51″ E / 41.70606°N,2.24761°E ca:Puiggraciós          |           |                              | Modifica les dades a Wikidata |
|        | font de ca l'Andreu          | el Figaró-Montmany | font         | 20th century Estat: bon estat | 41° 43′ 29″ N, 2° 16′ 24″ E / 41.72485°N,2.27334°E ca:Nucli del Figaró     |           | Font de ca l'Andreu          | Modifica les dades a Wikidata |
|        | font de can Cabona           | el Figaró-Montmany | font         | 20th century                  | 41° 43′ 04″ N, 2° 16′ 07″ E / 41.71785°N,2.26853°E ca:Montmany             |           |                              | Modifica les dades a Wikidata |
|        | font de la Noguera Punxeguda | el Figaró-Montmany | font         | 20th century Estat: bon estat | 41° 43′ 34″ N, 2° 16′ 32″ E / 41.72618°N,2.27561°E ca:Nucli del Figaró     |           | Font de la Noguera Punxeguda | Modifica les dades a Wikidata |
|        | font del Gaig                | el Figaró-Montmany | font         |                               | 41° 43′ 25″ N, 2° 17′ 34″ E / 41.7235796509299°N,2.29271085007283°E        |           |                              | Modifica les dades a Wikidata |
|        | font del Molí                | el Figaró-Montmany | font         | 20th century Estat: bon estat | 41° 43′ 35″ N, 2° 17′ 10″ E / 41.72625°N,2.28619°E ca:Vall de Vallcàrquera |           | Font del Molí (Vallcàrquera) | Modifica les dades a Wikidata |
|        | font del Pastor              | el Figaró-Montmany | font         |                               | 41° 43′ 27″ N, 2° 19′ 14″ E / 41.72423°N,2.3205°E ca:Montmany              |           |                              | Modifica les dades a Wikidata |

## formació rocosa
| imatge | Nom               | Ubicat a           | instància de            | Detalls          | coordenades                                                                          | Protecció | Commons (més fotos) | Dades a WD                    |
| ------ | ----------------- | ------------------ | ----------------------- | ---------------- | ------------------------------------------------------------------------------------ | --------- | ------------------- | ----------------------------- |
|        | Agulles del Salt  | el Figaró-Montmany | formació rocosa pinacle |                  | 41° 43′ 36″ N, 2° 15′ 01″ E / 41.726561°N,2.250263°E Sot del Bac 500 msnm            |           | Agulles del Salt    | Modifica les dades a Wikidata |
|        | les Dues Germanes | el Figaró-Montmany | formació rocosa pinacle | Estat: bon estat | 41° 43′ 38″ N, 2° 15′ 09″ E / 41.72709°N,2.25261°E ca:Montmany. Sot del Bac 500 msnm |           | Les Dues Germanes   | Modifica les dades a Wikidata |

## forn de calç
| imatge | Nom                                  | Ubicat a           | instància de | Detalls | coordenades                                                                       | Protecció | Commons (més fotos) | Dades a WD                    |
| ------ | ------------------------------------ | ------------------ | ------------ | ------- | --------------------------------------------------------------------------------- | --------- | ------------------- | ----------------------------- |
|        | Forn de calç al camí de la Cuspinera | el Figaró-Montmany | forn de calç |         | 41° 42′ 56″ N, 2° 15′ 05″ E / 41.71564°N,2.25138°E ca:Montmany                    |           |                     | Modifica les dades a Wikidata |
|        | Forn de calç del Romaní              | el Figaró-Montmany | forn de calç |         | 41° 43′ 15″ N, 2° 14′ 57″ E / 41.72093°N,2.24912°E ca:Montmany                    |           |                     | Modifica les dades a Wikidata |
|        | forn de calç de la font del Pontet   | el Figaró-Montmany | forn de calç |         | 41° 43′ 16″ N, 2° 14′ 59″ E / 41.72122°N,2.24964°E ca:Nucli del Figaró. Gallicant |           |                     | Modifica les dades a Wikidata |

## hort
| imatge | Nom                    | Ubicat a           | instància de | Detalls | coordenades                                                           | Protecció | Commons (més fotos) | Dades a WD                    |
| ------ | ---------------------- | ------------------ | ------------ | ------- | --------------------------------------------------------------------- | --------- | ------------------- | ----------------------------- |
|        | Horts del Colomer      | el Figaró-Montmany | hort         |         | 41° 43′ 30″ N, 2° 16′ 26″ E / 41.72508°N,2.27379°E ca:Figaró-Montmany |           |                     | Modifica les dades a Wikidata |
|        | Horts del Molí de Dalt | el Figaró-Montmany | hort         |         | 41° 43′ 17″ N, 2° 16′ 29″ E / 41.7215°N,2.27465°E ca:Figaró-Montmany  |           |                     | Modifica les dades a Wikidata |

## indret
| imatge | Nom                            | Ubicat a           | instància de | Detalls          | coordenades                                                                         | Protecció | Commons (més fotos)            | Dades a WD                    |
| ------ | ------------------------------ | ------------------ | ------------ | ---------------- | ----------------------------------------------------------------------------------- | --------- | ------------------------------ | ----------------------------- |
|        | Antigues piscines municipals   | el Figaró-Montmany | indret       | 20th century     | 41° 43′ 21″ N, 2° 16′ 18″ E / 41.72255°N,2.2716°E ca:Nucli del Figaró               |           |                                | Modifica les dades a Wikidata |
|        | Gorg de la passera de can Bosc | el Figaró-Montmany | indret       | Estat: bon estat | 41° 43′ 37″ N, 2° 16′ 51″ E / 41.72704°N,2.2807°E ca:Montmany. Sot del Bac 360 msnm |           | Gorg de la passera de can Bosc | Modifica les dades a Wikidata |
|        | Sot del Bac                    | el Figaró-Montmany | indret       |                  | 41° 43′ 37″ N, 2° 15′ 38″ E / 41.726895°N,2.260567°E                                |           | Sot del Bac (Figaró-Montmany)  | Modifica les dades a Wikidata |
|        | Sots Feréstecs                 | el Figaró-Montmany | indret       |                  | 41° 42′ 53″ N, 2° 15′ 13″ E / 41.71468056°N,2.25370278°E ca:Montmany                |           |                                | Modifica les dades a Wikidata |

## masia
| imatge | Nom                       | Ubicat a                              | instància de | Detalls                                  | coordenades                                                                                                  | Protecció                                  | Commons (més fotos)             | Dades a WD                    |
| ------ | ------------------------- | ------------------------------------- | ------------ | ---------------------------------------- | --- | ------------------------------------------ | ------------------------------- | ----------------------------- |
|        | Ca l'Urgell               | el Figaró-Montmany                    | masia        |                                          | 41° 43′ 56″ N, 2° 17′ 39″ E / 41.73226°N,2.29412°E ca:Vall de Vallcàrquera                                   |                                            |                                 | Modifica les dades a Wikidata |
|        | Ca n'Oliveres             | el Figaró-Montmany                    | masia        |                                          | 41° 42′ 46″ N, 2° 15′ 36″ E / 41.7127188143747°N,2.26007352921023°E ca:Montmany 364 msnm                     |                                            | Ca n'Oliveres (Figaró-Montmany) | Modifica les dades a Wikidata |
|        | Cal Chica                 | el Figaró-Montmany                    | masia        |                                          | 41° 43′ 40″ N, 2° 15′ 51″ E / 41.72785°N,2.2641°E ca:Sot del Bac                                             |                                            |                                 | Modifica les dades a Wikidata |
|        | Cal Pèl-roig              | el Figaró-Montmany                    | masia        |                                          | 41° 43′ 04″ N, 2° 14′ 49″ E / 41.71777778°N,2.24694444°E ca:Montmany 532 msnm                                |                                            |                                 | Modifica les dades a Wikidata |
|        | Cal Toni                  | el Figaró-Montmany                    | masia        |                                          | 41° 43′ 19″ N, 2° 16′ 29″ E / 41.72183°N,2.2747°E ca:Nucli del Figaró                                        |                                            |                                 | Modifica les dades a Wikidata |
|        | Cal Vesi                  | el Figaró-Montmany                    | masia        |                                          | 41° 43′ 49″ N, 2° 16′ 53″ E / 41.73021°N,2.28141°E ca:Vall de Vallcàrquera                                   |                                            |                                 | Modifica les dades a Wikidata |
|        | Can Badia                 | el Figaró-Montmany                    | masia        | Estat: bon estat                         | 41° 42′ 06″ N, 2° 15′ 00″ E / 41.70175°N,2.25003°E ca:Montmany. Puiggraciós 510 msnm                         |                                            | Can Badia (Figaró-Montmany)     | Modifica les dades a Wikidata |
|        | Can Batassa               | el Figaró-Montmany                    | masia        |                                          | 41° 43′ 29″ N, 2° 16′ 52″ E / 41.7245981073866°N,2.28120577390616°E ca:Sant Cristòfol de Monteugues          |                                            |                                 | Modifica les dades a Wikidata |
|        | Can Boget                 | el Figaró-Montmany                    | masia        |                                          | 41° 42′ 08″ N, 2° 15′ 21″ E / 41.70233°N,2.25585°E ca:Montmany. Puiggraciós                                  |                                            |                                 | Modifica les dades a Wikidata |
|        | Can Bosc                  | el Figaró-Montmany                    | masia        |                                          | 41° 43′ 38″ N, 2° 16′ 51″ E / 41.7272889864826°N,2.28085114742232°E ca:Nucli del Figaró. Riereta.            |                                            | Can Bosc (el Figueró)           | Modifica les dades a Wikidata |
|        | Can Bracs                 | el Figaró-Montmany                    | masia        |                                          | 41° 43′ 01″ N, 2° 16′ 21″ E / 41.716805556537°N,2.27238471061946°E                                           |                                            |                                 | Modifica les dades a Wikidata |
|        | Can Dosrius               | el Figaró-Montmany                    | masia        | Estil: arquitectura popular              | 41° 43′ 30″ N, 2° 17′ 49″ E / 41.725118°N,2.29706°E ca:Vall de Vallcàrquera                                  | bé integrant del patrimoni cultural català |                                 | Modifica les dades a Wikidata |
|        | Can Falguera              | el Figaró-Montmany                    | masia        |                                          | 41° 43′ 17″ N, 2° 16′ 25″ E / 41.72149658203125°N,2.2737131118774414°E ca:Plaça de l'Església                |                                            | Can Falguera (el Figueró)       | Modifica les dades a Wikidata |
|        | Can Fuster del Rec        | el Figaró-Montmany                    | masia        |                                          | 41° 43′ 21″ N, 2° 16′ 27″ E / 41.72245°N,2.27417°E ca:Nucli del Figaró                                       |                                            |                                 | Modifica les dades a Wikidata |
|        | Can General Nou           | el Figaró-Montmany                    | masia        | Estat: bon estat                         | 41° 43′ 29″ N, 2° 16′ 29″ E / 41.724601°N,2.274861°E ca:Nucli de Figaró                                      |                                            | Can General Nou                 | Modifica les dades a Wikidata |
|        | Can Geroni                | el Figaró-Montmany                    | masia        |                                          | 41° 43′ 46″ N, 2° 18′ 03″ E / 41.7295102898747°N,2.30072581467728°E ca:Vall de Vallcàrquera                  |                                            |                                 | Modifica les dades a Wikidata |
|        | Can Gil                   | el Figaró-Montmany                    | masia        |                                          | 41° 43′ 48″ N, 2° 18′ 12″ E / 41.72993°N,2.30323°E ca:Vall de Vallcàrquera                                   |                                            |                                 | Modifica les dades a Wikidata |
|        | Can Grau                  | el Figaró-Montmany                    | masia        |                                          | 41° 43′ 46″ N, 2° 18′ 08″ E / 41.72938°N,2.30209°E ca:Vall de Vallcàrquera                                   |                                            |                                 | Modifica les dades a Wikidata |
|        | Can Martorell             | el Figaró-Montmany                    | masia        |                                          | 41° 43′ 29″ N, 2° 16′ 58″ E / 41.72486°N,2.28284°E ca:Camí de Sant Cristòfol de Monteugues                   |                                            |                                 | Modifica les dades a Wikidata |
|        | Can Mestres               | el Figaró-Montmany                    | masia        |                                          | 41° 43′ 35″ N, 2° 17′ 29″ E / 41.7263192741651°N,2.29149050185391°E ca:Vall de Vallcàrquera 463 msnm         |                                            | Can Mestres (Figaró-Montmany)   | Modifica les dades a Wikidata |
|        | Can Pere Planes           | el Figaró-Montmany                    | masia        |                                          | 41° 43′ 30″ N, 2° 17′ 35″ E / 41.7249871668376°N,2.29310419481319°E ca:Vall de Vallcàrquera                  |                                            | Can Matamoros (Vallcàrquera)    | Modifica les dades a Wikidata |
|        | Can Plans                 | el Figaró-Montmany                    | masia        |                                          | 41° 43′ 05″ N, 2° 17′ 10″ E / 41.7179369261206°N,2.28618484826538°E ca:Sant Cristòfol de Monteugues 425 msnm |                                            | Can Plans (Figaró-Montmany)     | Modifica les dades a Wikidata |
|        | Can Puig                  | el Figaró-Montmany                    | masia        | Estil: arquitectura popular 18th century | 41° 43′ 39″ N, 2° 17′ 52″ E / 41.7275°N,2.29771°E ca:Vall de Vallcàrquera                                    | bé integrant del patrimoni cultural català | Can Puig (Figaró-Montmany)      | Modifica les dades a Wikidata |
|        | Can Sardà                 | el Figaró-Montmany                    | masia        |                                          | 41° 43′ 46″ N, 2° 18′ 04″ E / 41.72937°N,2.30116°E ca:Vall de Vallcàrquera                                   |                                            |                                 | Modifica les dades a Wikidata |
|        | Can Terrers               | el Figaró-Montmany                    | masia        |                                          | 41° 43′ 47″ N, 2° 18′ 08″ E / 41.729707830787°N,2.30210641758476°E ca:Vall de Vallcàrquera                   |                                            |                                 | Modifica les dades a Wikidata |
|        | Can Torrapà               | el Figaró-Montmany                    | masia        |                                          | 41° 43′ 24″ N, 2° 17′ 02″ E / 41.7233456186769°N,2.28400899527481°E ca:Sant Cristòfol de Monteugues          |                                            |                                 | Modifica les dades a Wikidata |
|        | Can Traver                | el Figaró-Montmany                    | masia        |                                          | 41° 42′ 06″ N, 2° 15′ 02″ E / 41.70171°N,2.25049°E ca:Puiggraciós 515 msnm                                   |                                            | Can Traver (Figaró-Montmany)    | Modifica les dades a Wikidata |
|        | Can Valls                 | el Figaró-Montmany                    | masia        |                                          | 41° 43′ 03″ N, 2° 18′ 18″ E / 41.717365°N,2.304961°E ca:Sant Cristòfol de Monteugues 690 msnm                |                                            | Can Valls (Figaró-Montmany)     | Modifica les dades a Wikidata |
|        | Can Xicola                | el Figaró-Montmany                    | masia        | Estil: arquitectura popular 20th century | 41° 43′ 33″ N, 2° 17′ 19″ E / 41.7257°N,2.2886°E ca:Vallcàrquera 408 msnm                                    | bé integrant del patrimoni cultural català | Can Xicola (Vallcàrquera)       | Modifica les dades a Wikidata |
|        | Caseta dels Miners        | el Figaró-Montmany                    | masia        |                                          | 41° 43′ 35″ N, 2° 16′ 28″ E / 41.72628°N,2.27433°E ca:Vallcàrquera                                           |                                            |                                 | Modifica les dades a Wikidata |
|        | Cuspinera                 | el Figaró-Montmany                    | masia        | 18th century                             | 41° 43′ 36″ N, 2° 17′ 43″ E / 41.72674°N,2.29525°E ca:Montmany                                               |                                            |                                 | Modifica les dades a Wikidata |
|        | Gallicant                 | el Figaró-Montmany                    | masia        |                                          | 41° 42′ 46″ N, 2° 16′ 09″ E / 41.7128855020099°N,2.2692314095831°E                                           |                                            |                                 | Modifica les dades a Wikidata |
|        | Sant Jordi                | el Figaró-Montmany                    | masia        |                                          | 41° 43′ 00″ N, 2° 16′ 19″ E / 41.7165511699006°N,2.27203895908652°E                                          |                                            |                                 | Modifica les dades a Wikidata |
|        | Vall-de-roses             | el Figaró-Montmany                    | masia        | 20th century                             | 41° 43′ 34″ N, 2° 17′ 17″ E / 41.7261802679282°N,2.2879451820257°E ca:Vall de Vallcàrquera 407 msnm          |                                            | Vall-de-roses                   | Modifica les dades a Wikidata |
|        | el Bac                    | el Figaró-Montmany                    | masia        |                                          | 41° 43′ 36″ N, 2° 16′ 11″ E / 41.7267°N,2.26965°E ca:Montmany. Sot del Bac 373.9 msnm                        |                                            | El Bac (el Figueró)             | Modifica les dades a Wikidata |
|        | el Prat                   | el Figaró-Montmany                    | masia        |                                          | 41° 43′ 31″ N, 2° 15′ 02″ E / 41.7252215124029°N,2.25049202116759°E                                          |                                            |                                 | Modifica les dades a Wikidata |
|        | el Romaní                 | el Figaró-Montmany                    | masia        |                                          | 41° 43′ 20″ N, 2° 14′ 50″ E / 41.72208611°N,2.24731389°E ca:Montmany 608 609.7 msnm                          |                                            |                                 | Modifica les dades a Wikidata |
|        | el Vesí                   | el Figaró-Montmany Tagamanent         | masia        |                                          | 41° 43′ 50″ N, 2° 16′ 59″ E / 41.7305001528214°N,2.28303977468178°E                                          |                                            |                                 | Modifica les dades a Wikidata |
|        | l'Ullar                   | el Figaró-Montmany                    | masia        | Estil: arquitectura popular              | 41° 42′ 46″ N, 2° 14′ 49″ E / 41.71274444°N,2.24688611°E ca:Ctra. de Figaró a Montmany 605.6 msnm            | bé integrant del patrimoni cultural català | L'Ullar (Figaró-Montmany)       | Modifica les dades a Wikidata |
|        | la Casa Blanca (Montmany) | el Figaró-Montmany                    | masia        |                                          | 41° 43′ 10″ N, 2° 14′ 54″ E / 41.7194°N,2.24837°E Montmany 605.6 msnm                                        |                                            |                                 | Modifica les dades a Wikidata |
|        | la Rovira                 | el Figaró-Montmany Sant Quirze Safaja | masia        |                                          | 41° 42′ 38″ N, 2° 14′ 29″ E / 41.71049722°N,2.24125556°E ca:Montmany 605.6 msnm                              |                                            |                                 | Modifica les dades a Wikidata |

## molí d'aigua
| imatge | Nom                           | Ubicat a           | instància de | Detalls                                  | coordenades | Protecció                                  | Commons (més fotos)            | Dades a WD                    |
| ------ | ----------------------------- | ------------------ | ------------ | ---------------------------------------- | --- | ------------------------------------------ | ------------------------------ | ----------------------------- |
|        | Molí de Dalt                  | el Figaró-Montmany | molí d'aigua |                                          | 41° 43′ 28″ N, 2° 16′ 28″ E / 41.72458°N,2.27449°E ca:Situat sota l'actual carrer J. Verdaguer, o antic camí de Vallcàrquera |                                            |                                | Modifica les dades a Wikidata |
|        | Molí del Mig                  | el Figaró-Montmany | molí d'aigua | Estil: arquitectura popular 18th century | 41° 43′ 16″ N, 2° 16′ 24″ E / 41.7211°N,2.27327°E ca:Situat al carrer Major cantonada amb el carrer Ramon Bosch              | bé cultural d'interès local                | Molí del Mig (Figaró-Montmany) | Modifica les dades a Wikidata |
|        | Molí del camí de Vallcàrquera | el Figaró-Montmany | molí d'aigua |                                          | 41° 43′ 36″ N, 2° 17′ 04″ E / 41.72654°N,2.28439°E ca:Vall de Vallcàrquera                                                   |                                            |                                | Modifica les dades a Wikidata |
|        | molí de Vallcàrquera          | el Figaró-Montmany | molí d'aigua | Estil: arquitectura popular 19th century | 41° 43′ 34″ N, 2° 17′ 12″ E / 41.72614°N,2.28661°E ca:Vall de Vallcàrquera                                                   | bé integrant del patrimoni cultural català | Molí de Vallcàrquera           | Modifica les dades a Wikidata |

## muntanya
| imatge | Nom                    | Ubicat a                                                        | instància de | Detalls | coordenades                                                                   | Protecció | Commons (més fotos)                 | Dades a WD                    |
| ------ | ---------------------- | --------------------------------------------------------------- | ------------ | ------- | ----------------------------------------------------------------------------- | --------- | ----------------------------------- | ----------------------------- |
|        | Puiggraciós            | el Figaró-Montmany Bigues i Riells del Fai l'Ametlla del Vallès | muntanya     |         | 41° 42′ 10″ N, 2° 14′ 28″ E / 41.7026698984°N,2.24118699931°E 808 msnm        |           | Puiggraciós                         | Modifica les dades a Wikidata |
|        | Roca Centella          | el Figaró-Montmany Tagamanent Cànoves i Samalús                 | muntanya     |         | 41° 43′ 11″ N, 2° 19′ 20″ E / 41.719722222222°N,2.3222222222222°E 1000.5 msnm |           | Roca Centella                       | Modifica les dades a Wikidata |
|        | Roca de Gallicant      | el Figaró-Montmany                                              | muntanya     |         | 41° 42′ 51″ N, 2° 16′ 18″ E / 41.71409°N,2.27153°E ca:Figaró-Montmany         |           |                                     | Modifica les dades a Wikidata |
|        | Turó de Puioret        | el Figaró-Montmany l'Ametlla del Vallès                         | muntanya     |         | 41° 41′ 47″ N, 2° 14′ 55″ E / 41.69638889°N,2.24875°E 598 msnm                |           | Turó de Puioret                     | Modifica les dades a Wikidata |
|        | Turó de Sant Cristòfol | el Figaró-Montmany la Garriga                                   | muntanya     |         | 41° 42′ 53″ N, 2° 17′ 58″ E / 41.71482°N,2.299538°E 673 msnm                  |           | Turó de Sant Cristòfol (la Garriga) | Modifica les dades a Wikidata |
|        | Turó dels Tremolencs   | la Garriga el Figaró-Montmany                                   | muntanya     |         | 41° 41′ 48″ N, 2° 15′ 36″ E / 41.696725°N,2.259939°E 560.2 msnm               |           | Turó dels Tremolencs                | Modifica les dades a Wikidata |
|        | turó de la Cospinera   | el Figaró-Montmany                                              | muntanya     |         | 41° 43′ 22″ N, 2° 15′ 51″ E / 41.722721°N,2.264161°E 620 msnm                 |           | Turó de la Cospinera                | Modifica les dades a Wikidata |

## nucli de població
| imatge | Nom          | Ubicat a           | instància de      | Detalls | coordenades                                          | Protecció | Commons (més fotos)            | Dades a WD                    |
| ------ | ------------ | ------------------ | ----------------- | ------- | ---------------------------------------------------- | --------- | ------------------------------ | ----------------------------- |
|        | Montmany     | el Figaró-Montmany | nucli de població |         | 41° 42′ 46″ N, 2° 14′ 47″ E / 41.71265°N,2.246326°E  |           | Montmany (Figaró-Montmany)     | Modifica les dades a Wikidata |
|        | Vallcàrquera | el Figaró-Montmany | nucli de població |         | 41° 43′ 34″ N, 2° 17′ 37″ E / 41.726045°N,2.293693°E |           | Vallcàrquera (Figaró-Montmany) | Modifica les dades a Wikidata |

## pont
| imatge | Nom                 | Ubicat a           | instància de          | Detalls                                                             | coordenades                                                                                          | Protecció                                  | Commons (més fotos)           | Dades a WD                    |
| ------ | ------------------- | ------------------ | --------------------- | ------------------------------------------------------------------- | --- | ------------------------------------------ | ----------------------------- | ----------------------------- |
|        | Pont Nou            | el Figaró-Montmany | pont                  | Travessa: Congost                                                   | 41° 43′ 16″ N, 2° 16′ 19″ E / 41.721144881496°N,2.27205924730615°E                                   |                                            | Pont Nou (Figaró-Montmany)    | Modifica les dades a Wikidata |
|        | Pont de Beamonte    | el Figaró-Montmany | pont                  | Estil: arquitectura popular                                         | | bé integrant del patrimoni cultural català |                               | Modifica les dades a Wikidata |
|        | Pont de Ca l'Andreu | el Figaró-Montmany | pont                  | Travessa: riera de Vallcàrquera                                     | 41° 43′ 32″ N, 2° 16′ 25″ E / 41.7256222383646°N,2.27361980407009°E 319 msnm                         |                                            | Pont de Ca l'Andreu           | Modifica les dades a Wikidata |
|        | Pont de Gallicant   | el Figaró-Montmany | pont                  | Travessa: Congost Hi passa: línia Barcelona-Ripoll Estat: bon estat | 41° 42′ 58″ N, 2° 16′ 17″ E / 41.7161692450839°N,2.27146624475013°E ca:Nucli de Figaró               |                                            | Pont de Gallicant             | Modifica les dades a Wikidata |
|        | Pont de la Rompuda  | el Figaró-Montmany | pont pont de vianants | Travessa: Congost                                                   | 41° 43′ 02″ N, 2° 16′ 20″ E / 41.71733°N,2.272292°E 301 msnm                                         |                                            | Pont de la Rompuda            | Modifica les dades a Wikidata |
|        | Pont del Molí       | el Figaró-Montmany | pont                  | Travessa: riera de Vallcàrquera Estat: bon estat                    | 41° 43′ 34″ N, 2° 17′ 10″ E / 41.7261605204155°N,2.28621405841288°E ca:Vall de Vallcàrquera 390 msnm |                                            | Pont del molí de Vallcàrquera | Modifica les dades a Wikidata |

## serra
| imatge | Nom                 | Ubicat a                                | instància de | Detalls | coordenades                                                       | Protecció | Commons (més fotos)              | Dades a WD                    |
| ------ | ------------------- | --------------------------------------- | ------------ | ------- | ----------------------------------------------------------------- | --------- | -------------------------------- | ----------------------------- |
|        | el Serrat           | l'Ametlla del Vallès el Figaró-Montmany | serra        |         | 41° 41′ 35″ N, 2° 14′ 55″ E / 41.69319444°N,2.24858333°E 598 msnm |           | El Serrat (l'Ametlla del Vallès) | Modifica les dades a Wikidata |
|        | serra de les Termes | Cànoves i Samalús el Figaró-Montmany    | serra        |         | 41° 42′ 26″ N, 2° 19′ 06″ E / 41.7072°N,2.31833°E 902.2 msnm      |           |                                  | Modifica les dades a Wikidata |
|        | serrat de l'Ocata   | el Figaró-Montmany l'Ametlla del Vallès | serra        |         | 41° 41′ 57″ N, 2° 14′ 55″ E / 41.6992°N,2.24861°E 808.3 msnm      |           | Serrat de l'Ocata                | Modifica les dades a Wikidata |

## Misc
| imatge | Nom                                  | Ubicat a                                   | instància de                                                 | Detalls                                                | coordenades | Protecció                                            | Commons (més fotos)                  | Dades a WD                    |
| ------ | ------------------------------------ | ------------------------------------------ | ------------------------------------------------------------ | ------------------------------------------------------ | --- | ---------------------------------------------------- | ------------------------------------ | ----------------------------- |
|        | Aqüeducte de Dosrius                 | el Figaró-Montmany                         | aqüeducte pont                                               | Estil: arquitectura popular 18th century Estat: malmès | 41° 43′ 32″ N, 2° 17′ 47″ E / 41.725655°N,2.296526°E ca:Vall de Vallcàrquera                                              | bé integrant del patrimoni cultural català           |                                      | Modifica les dades a Wikidata |
|        | Castell de Montmany                  | el Figaró-Montmany                         | castell                                                      | Estil: arquitectura romànica                           | 41° 43′ 17″ N, 2° 15′ 01″ E / 41.721511°N,2.250255°E ca:Montmany 673.8 msnm                                               | bé d'interès cultural bé cultural d'interès nacional | Castell de Montmany                  | Modifica les dades a Wikidata |
|        | Creu camí de can General Vell        | el Figaró-Montmany                         | creu de terme                                                |                                                        | 41° 43′ 14″ N, 2° 16′ 40″ E / 41.72069°N,2.27779°E ca:Nucli del Figaró. Camí de pomeretes                                 |                                                      |                                      | Modifica les dades a Wikidata |
|        | Estació de Figaró                    | el Figaró-Montmany                         | estació de ferrocarril                                       |                                                        | 41° 43′ 20″ N, 2° 16′ 18″ E / 41.722297222222°N,2.2716361111111°E                                                         |                                                      | Figaró train station                 | Modifica les dades a Wikidata |
|        | Feixes camí de Pomeretes             | el Figaró-Montmany                         | marjada                                                      |                                                        | 41° 43′ 23″ N, 2° 16′ 46″ E / 41.72302°N,2.27943°E ca:Nucli del Figaró. Camí de les pomeretes                             |                                                      |                                      | Modifica les dades a Wikidata |
|        | Figaró-Montmany                      | el Figaró-Montmany                         | entitat singular de població ens local històric de Catalunya | 1190 hab                                               | 41° 43′ 17″ N, 2° 16′ 25″ E / 41.72136799°N,2.27364761°E 537 msnm                                                         |                                                      |                                      | Modifica les dades a Wikidata |
|        | Mina del Socau                       | el Figaró-Montmany                         | mina                                                         |                                                        | 41° 43′ 27″ N, 2° 17′ 51″ E / 41.72405°N,2.29757°E ca:Vallcàrquera                                                        |                                                      |                                      | Modifica les dades a Wikidata |
|        | Mina sobre la font d'en Llanes       | el Figaró-Montmany                         | mina d'aigua                                                 | 20th century                                           | 41° 43′ 10″ N, 2° 16′ 38″ E / 41.71943°N,2.27724°E ca:Nucli del Figaró                                                    |                                                      |                                      | Modifica les dades a Wikidata |
|        | Mirador de l'Ulla                    | el Figaró-Montmany                         | mirador                                                      |                                                        | 41° 42′ 55″ N, 2° 14′ 49″ E / 41.71514°N,2.24683°E ca:Sant Pau de Montmany                                                |                                                      |                                      | Modifica les dades a Wikidata |
|        | PR-C 33                              | la Garriga el Figaró-Montmany              | sender de petit recorregut                                   | Llarg: 30.09km                                         | 41° 41′ 03″ N, 2° 16′ 58″ E / 41.684056°N,2.282688°E                                                                      |                                                      |                                      | Modifica les dades a Wikidata |
|        | Pedrera de Guix                      | el Figaró-Montmany                         | pedrera                                                      |                                                        | 41° 43′ 02″ N, 2° 15′ 13″ E / 41.7172°N,2.25353°E ca:Montmany                                                             |                                                      |                                      | Modifica les dades a Wikidata |
|        | Polígon industrial de la Rompuda     | el Figaró-Montmany                         | polígon industrial                                           |                                                        | 41° 43′ 04″ N, 2° 16′ 20″ E / 41.7177315384286°N,2.27210978980081°E                                                       |                                                      |                                      | Modifica les dades a Wikidata |
|        | Presa sobre can Gil                  | el Figaró-Montmany                         | assut                                                        | 20th century                                           | 41° 43′ 52″ N, 2° 18′ 17″ E / 41.73111°N,2.30482°E ca:Vall de Vallcàrquera                                                |                                                      |                                      | Modifica les dades a Wikidata |
|        | Pujada dels Ases                     | el Figaró-Montmany                         |                                                              |                                                        | 41° 43′ 34″ N, 2° 19′ 32″ E / 41.72612°N,2.32542°E ca:Nucli del Figaró                                                    |                                                      |                                      | Modifica les dades a Wikidata |
|        | Rectoria de Vallcàrquera             | el Figaró-Montmany                         | rectoria                                                     | Estil: arquitectura popular                            | 41° 43′ 34″ N, 2° 17′ 37″ E / 41.726034°N,2.2936°E ca:Vall de Vallcàrquera                                                | bé integrant del patrimoni cultural català           | Rectoria de Vallcàrquera             | Modifica les dades a Wikidata |
|        | Roca Centella                        | el Figaró-Montmany                         | vèrtex geodèsic                                              | Alt: 1.2m                                              | 41° 43′ 11″ N, 2° 19′ 20″ E / 41.719773°N,2.322277°E 999.578 msnm                                                         |                                                      |                                      | Modifica les dades a Wikidata |
|        | Torre de Puiggraciós                 | el Figaró-Montmany                         | torre de defensa                                             | Estil: arquitectura popular 19th century               | 41° 42′ 22″ N, 2° 14′ 55″ E / 41.7061°N,2.24853°E ca:Santuari de Puiggraciós, a 4 Km del municipi de l'Ametlla del Vallès | bé d'interès cultural bé cultural d'interès nacional | Torre de Puiggraciós                 | Modifica les dades a Wikidata |
|        | Túnels del Figaró                    | el Figaró-Montmany                         | túnel                                                        |                                                        | 41° 42′ 56″ N, 2° 16′ 22″ E / 41.7154215403544°N,2.27286914798892°E                                                       |                                                      |                                      | Modifica les dades a Wikidata |
|        | casa consistorial de Figaró-Montmany | el Figaró-Montmany                         | casa consistorial                                            | Estil: modernisme català 1910                          | 41° 43′ 17″ N, 2° 16′ 23″ E / 41.7213315°N,2.2729848°E ca:Nucli del Figaró                                                |                                                      | Casa Consistorial de Figaró-Montmany | Modifica les dades a Wikidata |
|        | cementiri de Figaró                  | el Figaró-Montmany                         | cementiri                                                    |                                                        | 41° 43′ 05″ N, 2° 16′ 04″ E / 41.7181906963193°N,2.26782487800959°E ca:Montmany                                           |                                                      |                                      | Modifica les dades a Wikidata |
|        | cingle de Castellar                  | el Figaró-Montmany Sant Martí de Centelles | cingle                                                       |                                                        | 41° 43′ 42″ N, 2° 15′ 23″ E / 41.728279°N,2.256433°E Sot del Bac                                                          |                                                      | Cingle de Castellar                  | Modifica les dades a Wikidata |
|        | creu de Can Plans                    | el Figaró-Montmany                         | creu monumental                                              | 20th century                                           | 41° 43′ 11″ N, 2° 17′ 31″ E / 41.719709°N,2.291987°E ca:Sant Cristòfol de Monteugues                                      |                                                      | Creu de Can Plans                    | Modifica les dades a Wikidata |
|        | el Figueró                           | el Figaró-Montmany Figaró-Montmany         | nucli d'entitat singular de població capital municipal       | 1077 hab                                               | 41° 43′ 16″ N, 2° 16′ 23″ E / 41.72122°N,2.27297°E 537 msnm                                                               |                                                      | El Figueró (Figaró-Montmany)         | Modifica les dades a Wikidata |
|        | torrent dels Fondos del Bac          | el Figaró-Montmany                         | riu                                                          | Desemboca: Congost Llarg: 2.5km                        | 41° 43′ 46″ N, 2° 16′ 16″ E / 41.7294°N,2.27111°E                                                                         |                                                      |                                      | Modifica les dades a Wikidata |